# Kurir
Kurir ist eine werktäglich in Belgrad erscheinende serbische Tageszeitung des Boulevardjournalismus. Sie erzielt die höchste Verkaufsauflage aller serbischen Tageszeitungen, hat in den vergangenen Jahren jedoch eine große Zahl ihrer Leser an Press verloren. Die Zeitung erschien erstmals am 6. Mai 2003.